# Aja Sofija
Aja Sofija (turski: Ayasofya, osmanski turski: آياصوفيه, grčki: Aγία Σοφία - Sveta mudrost), službeno Velika sveta džamija Aja Sofija (turski: Ayasofya-i Kebîr Câmi-i Şerîfi, osmanski turski: آياصوفيۀ كبير جامع شريفى, grčki: Το τζαμί της Αγίας Σοφίας) jest džamija te nekadašnja crkva, te pravoslavna crkva i muzej u Istanbulu. Izvorno je izgrađena po naredbi bizantskog cara Justinijana I. Velikog od 532. do 537. godine. Bila je najveća crkva na svijetu više od tisuću godina, do izgradnje katedrale u Sevilli. 
Godine 1453., nakon pada Carigrada, pretvorena je u džamiju. Od 1934. do 2020. služila je kao muzej. Dana 10. srpnja 2020. ukidanjem odluke iz 1934. ponovo je proglašena džamijom.

## Povijest
Aja Sofija građena je od 408. do 415. godine. Dovršena je 10. listopada 415. godine, ali je uništena u požaru usred pobune Nika 532., kada je bizantski car Justinijan I. zamalo izgubio prijestolje. No on ju je odmah dao ponovno izgraditi. Ponovno je izgrađena za samo pet godina do (537.) i odmah je postigla svjetsku slavu. Na njenoj izgradnji radilo je preko 10.000 radnika. Gradili su je arhitekt Antemije iz Trala i matematičar Izidor iz Mileta. Njena unutrašnjost je 70x75 metara. Četiri ogromna stuba nose kupolu promjera 32 metra na visini od 65 metara.
Aja Sofija je prva kupola na pandantivima (sferični trokuti kojima se s kvadratne osnove prelazi na sferični oblik), koja je bila izgrađena do tih razmjera da je zato postala od velikog značenja za sve bizantske građevine, kao i kasnije za građevine na zapadu. Bila je krunidbena crkva bizantskih careva. Nakon osmanske okupacije grada 1453. crkva je prenamijenjena u džamiju, a izvana su dodana četiri minareta. Mozaici, koji su postojali u crkvi, prekriveni su vapnom. Njen utjecaj na gradnju kasnijih osmanskih džamija je lako vidljiv. Aju Sofiju je 1935. godine Mustafa Kemal Atatürk dao pretvoriti u muzej. Dana 10. srpnja 2020. Erdoğan je poništio tu odluku i Aju Sofiju vratio u džamiju. Pokraj crkve nalazi se grob cara Konstantina Velikog.
Dok je bila u funkciji crkve, u njoj je održano nekoliko koncila. Na galeriji i danas stoje Mramorna vrata kroz koja su smjeli ulaziti samo članovi Svetog sinoda. Na galeriji je i grob mletačkog dužda Enrika Dandola.

## Arhitektura
U 6. stoljeću ispred ulaza na zapadu bio je četvrtasti atrij kojega više nema. Dvostruki narteks na ulazu prekriven je redom od devet križnih svodova. Prolazom kroz glavni trodjelni ulaz s carskim vratima može se vidjeti apsida na suprotnom, istočnom, kraju crkve – kao kod ranokršćanskih bazilika. No, za razliku od longitudinalnog simetričnog broda, Aja Sofija ima centralni plan. Vanjski pravokutnik, gotovo kvadrat, određuje tlocrt cjeline. Iznad središnjeg kvadrata nalazi se ogromna kupola koja je s istočne i zapadne strane podržana s dvije polukupole, tvoreći tako centralizirani longitudinalni prostor. Polukupole su sa suprotnih strana podržane s po dvije polukružne apside, koje su opet podržane s arkadama i još manjim polukupolama. Ritam postupnog silaženja, raščlanjivanja volumena u niz sve brojnijih i manjih tijela jest ritam postupnog konstruktivnog rasterećivanja i prenošenja tereta kupole na sve, i najudaljenije dijelove građevine. Na ovaj način arhitekti su postigli ogroman jedinstven unutrašnji prostor koji veličinom nije postignut sve do gradnje Bazilike sv. Petra u Rimu (1564.).
Na kutovima centralnog prostora diže se osam stubova, koji tvore konstruktivni kostur. Između njih arkade sa stupovima u dvije etaže (galerije) razgraničuju središnji prostor od bočnih prostora i nadsvođeni su križnim svodovima. Stupovi na bočnim stranama kvadrata poredani točno po unutrašnjoj liniji stubova. Parovi stupaca koji razdvajaju bočne prostore određuju usmjerenje prema središnjem od kojeg su optički odvojeni arkadama sa stupovima, no kojem su podređeni liturgijskom funkcijom.
Za razliku od Panteona, gdje je ritam kretanja promatrača jednak ritmu izmjenjivanja prostora i volumena, ovdje razdvajamo vizualno kretanje od stvarnog. Omjeri središnjeg potkupolnog prostora takvi su da ga unatoč velikim dimenzijama već s ulaza možemo obuhvatiti pogledom i vizualno pratiti prostornu "eksploziju".
Kupola stoji na pandantivima (trokutasti segmenti konkavnih stranica) kojima se veže na četiri golema luka. Zbog dojma lebdenja su pandantivi i dobili ime (latinski: pendere = visjeti). Zahvaljujući njima omogućen je glatki prijelaz s četvrtaste osnove na kružni oblik kupole i arhitekti su mogli graditi veće i lakše kupole. Kupola je najraniji primjer uporabe pandantiva velikih dimenzija i označila je svu bizantsku gradnju poslije.
Kupola je izgrađena jednim slojem opeke čime je stvorena tanka stjenka koja je minimalizirala težinu pandantiva. Unutarnji pogled pokazuje kako je svaki od 40 malenih polukružnih prozora u bazi kupole odvojen malim svodnim lukom čime je ojačana iznutra. Ovi prozori dopuštaju zrakama svjetlosti da ulaze u crkvu iz svih smjerova (u jednom trenutku nam se može učiniti kako kupola lebdi odvojena od crkve – ranokršćanska simbolika savršenog kruga kao Kraljevstva Nebeskog).
Lunete (polukružni zidovi ispod lukova) sjevernog i južnog zida imaju dva reda prozora, pet iznad sedam. Svaka polukupola također ima po pet prozora. Bogata uporaba prozora i arkada na Aja Sofiji stvara dojam lakoće i otvorenosti prostora. Lukovi koji spajaju bočne brodove s glavnim imaju kapitele koji su izdubljeni bogatim biljnim uzorcima i pleterom (tzv. naborani kapiteli). Njihove malene volute podsjećaju na antičke elemente koji su opet potisnuti treperavim bizantskim stilom. Posebnom tehnikom bušenja kamena postignuta je igra svjetlosti i sjene koja sugerira da u kapitelu postoji šupljina koja negira njegovu konstruktivnu ulogu. Nadalje je masivnost konstruktivnih elemenata negirana (skrivena) mozaicima i reljefno uokvirenim mramornim pločama koje djeluju ljepotom svoje strukture.
Aja Sofija, za razliku od Justinijanove San Vitale u Ravenni, je bila carska građevina. Izgrađena za Cara i njegov dvor, a ne kao crkva za molitvu cijele zajednice. Svećenstvo je zauzimalo polovicu centralnog prostora, a car sa svojom pratnjom – drugu polovicu.

## Legende
U grčkom narodu i danas postoje legende o, za njega najvažnijoj, crkvi. Jedna je vezana za pokolj koji su izvršili otomanski vojnici nad narodom koji se sklonio u crkvu prilikom osvajanja grada. Vjeruje se da su pokolj i zarobljavanje izbjegla samo dva redovnika koji su se pred Osmanlijama popeli na galeriju crkve i ondje ušli u zid iz kojega će izaći kad grad opet bude kršćanski.
Druga legenda kaže da se jednoga od posljednjih dana prije osvajanja grada cijeloga dana nije dizala gusta magla. Kad se predvečer napokon podigla, pojavila se misteriozna crvenkasta svjetlost. Ta se svjetlost penjala po kupoli crkve sve do križa na njenome vrhu. To je protumačeno da će se kršćanstvo kupati u krvi. Neki znanstvenici danas smatraju da je bila riječ o efektu koji je izazvala vulkanska erupcija. Podizanje crvene zrake do križa s kojeg je nestala, neki tumače i tako da je Duh Sveti napustio katedralu neposredno prije nego što je oskrnavljena.

## Vanjske poveznice
- Aja Sofija – članak na Hrvatskoj enciklopediji